# Пригода в садибі Шоскомб
«Пригода в садибі Шоскомб» (англ. The Adventure of Shoscombe Old Place) — твір із серії «Архів Шерлока Холмса» Артура Конана Дойла. Уперше опубліковано у Strand Magazine у 1927 році.

## Сюжет
До Шерлока Холмса приходить Джон Мейсон, тренер з маєтку Шоскомб. Він гадає, що його господар, Роберт Норбертон, зійшов з ґлузду. Незабаром змагання зі скачок, де Норбертону вкрай необхідно перемогти, так як він має великі борги в кредиторів.
Містер Норбертон перестав спілкуватись зі своєї сестрою, Беатріс, яка була господаркою Шоскомбу після смерті чоловіка. До цього вона завжди заходила на конюшню, щоб погладити коней, зараз же вона перестала це робити. Роберт у свою чергу відвіз собаку сестри за межі маєтку в готель «Зелений дракон». До того ж містер Норбертон ночами ходить до склепу біля церкви і невідомо, що він там робить. Прослідкувавши за ним, Мейсон і дворецький Стівенсон бачили, як їх господар зустрічався з людиною не з маєтку. зробивши вигляд, що вони просто гуляють, чоловіки запитали, хто він, наляканий чоловік втік. Мейсон також показує кістку, яку один з його людей знайшов вигрібаючи попіл з печі, яку почали топити зовсім недавно. Вотсон зауважує, що це верхня частина гомілкової кістки людини.
Холмс з Вотсоном їдуть до Шоскомбу, де зупиняються в готелі «Зелений дракон». Вони проводять експеримент, зупиняючи коляску з місіс Беатріс, і підпускають собаку, взявши її в готелі. Спанієль спочатку зрадів, але потім почав гавкати на жінку, яка доволі грубим голосом його відігнала. Холмс говорить, що голос не схожий на жіночий.
Мейсон відводить Холмса з Вотсоном у склеп, де детектив починає роздивлятись всі могили. Раптом заходить сер Роберт, і, кричучи, запитує, хто вони. Холмс заспокоює баронета. У будинку він розповідає всю правду. Його сестра померла тиждень назад від водянки. Містер Роберт не може розголосити смерть Беатріс, бо кредитори одразу ж забрали маєток. Він поховав її тіло спочатку в будиночку біля колодязя, але собака почула смерть господарки і почала завивати, тому Норбертон був змушений віднести її в готель. Тіло ж сестри було перенесено до склепу. Чоловік служниці місіс Беатріс погодився переодягтись у неї, щоб імітувати померлу господарку, і їздив кожен день у її колясці.
Містер Норбертон переміг у змаганнях і зміг розплатитись з боргами. Поліція ж віднеслась до вчинку містера Роберта поблажливо, лиш зауваживши пізню реєстрацію смерті сестри.

## Галерея
Художник — Фредерік Дорр Стіл.

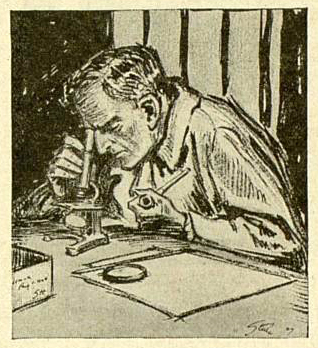
Шерлок Холмс розглядає матеріал у мікроскоп
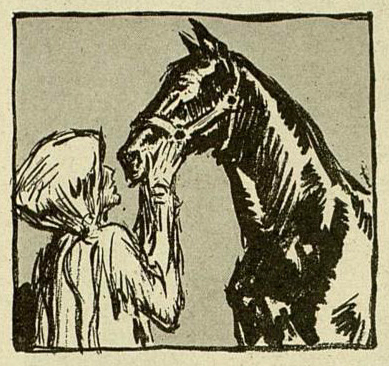
Беатріс зі своїм улюбленим конем
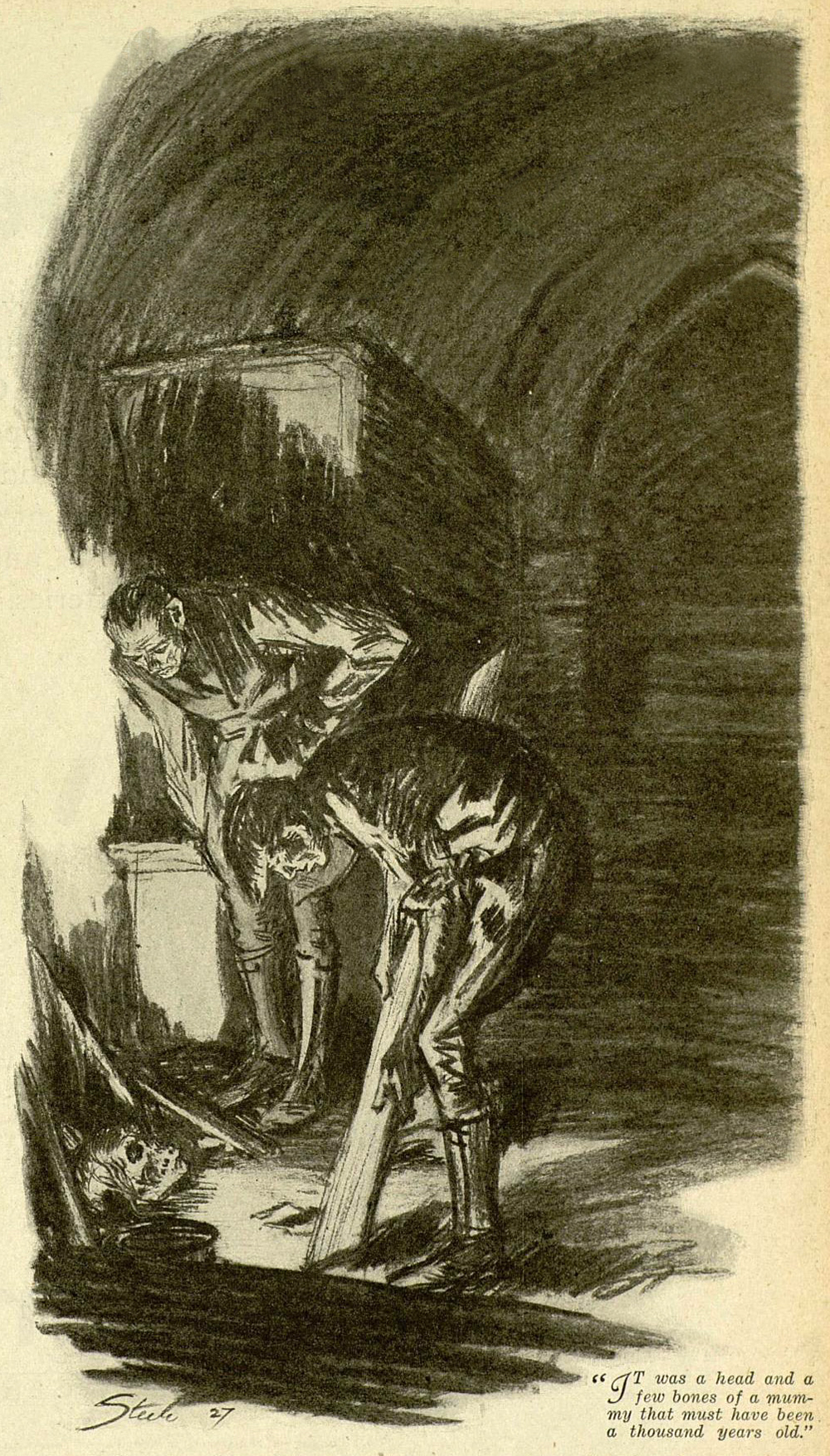
Джон Мейсон і дворецький Стівенсон знаходять кістки у склепі
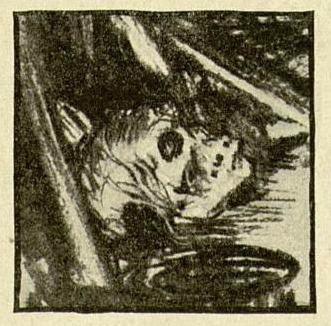
Рештки у склепі
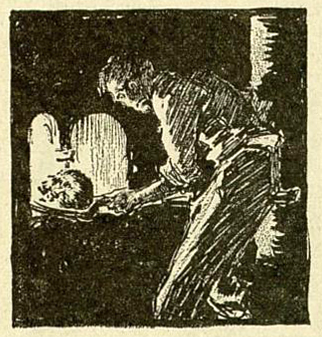
Містер Норбертон спалю рештки зі склепу у печі
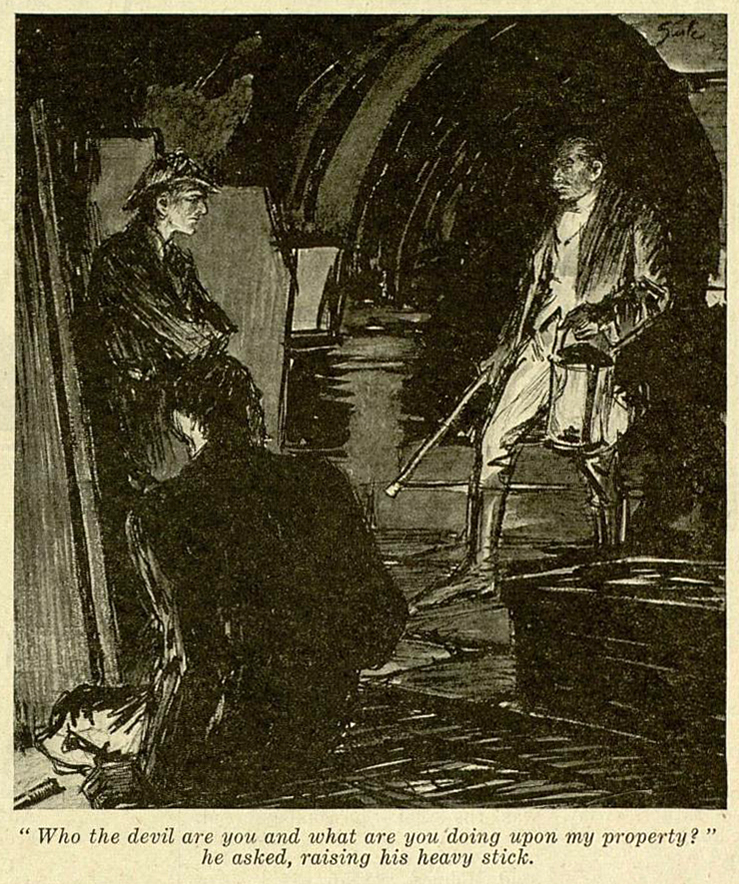
Роберт Норбертон натрапляє на Холмса і Вотсона у склепі